# Tòfona d’arenal
La tòfona d'arenal (Terfezia claveryi), també coneguda per turma, és una espècie de fong ascomicot de l'ordre dels pezizals (Pezizales). És el representant més conegut del grup de les tòfones d'arenal, un tipus de tòfona de zones àrides i semiàrides de la regió mediterrània. És un fong que estableix micorrizes amb espècies del gènere Helianthemum